# Sun-El Musician
Sun-El Musician, pseudonimo di Sanele Sithole (KwaZulu-Natal, 28 marzo 1989), è un disc jockey e produttore discografico sudafricano.

## Biografia
Nato e cresciuto a KwaZulu-Natal, ha frequentato l'Università dell'eponima provincia. È salito alla ribalta con la pubblicazione del singolo Akanamali, certificato platino dalla Recording Industry of South Africa con oltre 20 000 vendite distribuite a livello nazionale, che è stato incluso nel primo album in studio Africa to the World, che grazie alle 10 000 unità vendute in suolo sudafricano ha ottenuto la certificazione d'oro. Anche i brani Into ingawe, Sonini, Ntaba ezikude, Bamthathile, Ubomi Abumanga e No Stopping Us hanno riscosso successo, poiché hanno fruttato all'artista altri nove platini e un oro per un totale di 190 000 unità certificate dalla RiSA.
Nell'ambito del South African Music Award, il principale riconoscimento musicale sudafricano, ha trionfato tre volte.

## Discografia

### Album in studio
- 2018 – Africa to the World
- 2020 – To the World & Beyond
- 2021 – African Electronic Dance Music

### Album video
- 2020 – A Journey to the World & Beyond

### Singoli
- 2017 – Akanamali (feat. Samthing Soweto)
- 2018 – No Stopping Us (feat. S-Tone)
- 2018 – Bamthathile (feat. Mlindo the Vocalist)
- 2019 – Into ingawe (con Ami Faku)
- 2020 – Uhuru (feat. Azana)
- 2020 – Ubomi abumanga (feat. Mskaki)
- 2020 – Emoyeni (feat. Simmy & Khuzani)
- 2020 – Chasing Summer (feat. Claudio, Kenza & Msaki)
- 2021 – Portia's Chant
- 2021 – Higher (feat. Simmy)